# Slatkí Shiskin
Slatkí Shískin é um futebolista Russo que atua no Giriondins de Bordeáux, da França.

## Carreira
Iniciou sua carreira no Nice, da França. Atuou em 39 jogos fazendo 12 gols. Se consagrou campeão da copa Francesa depois de derrotar o Lyon. Foi o melhor jogador da liga.

## Napoli
Seu segundo clube foi o Napoli, onde foi campeão da copa e vice na liga. Foi o artilheiro e melhor jogador.

## Bordeus
Já jogou o primeiro turno fazendo 26 gols e terminando em primeiro nesta parte como único time invicto.
| Ndorvík, 14-2-1992, União soviética |              |        |  |
| Canhoto                             |              |        |  |
| 20 anos                             |              |        |  |
| Clubes                              |              |        |  |
| 2009-2010                           | OGC Nice     | 39(12) |  |
| 2010-2011                           | U.S.S Napoli | 41(34) |  |
| 2011-atual                          | Bordeus      | 26(29) |  |